# تمبيرا

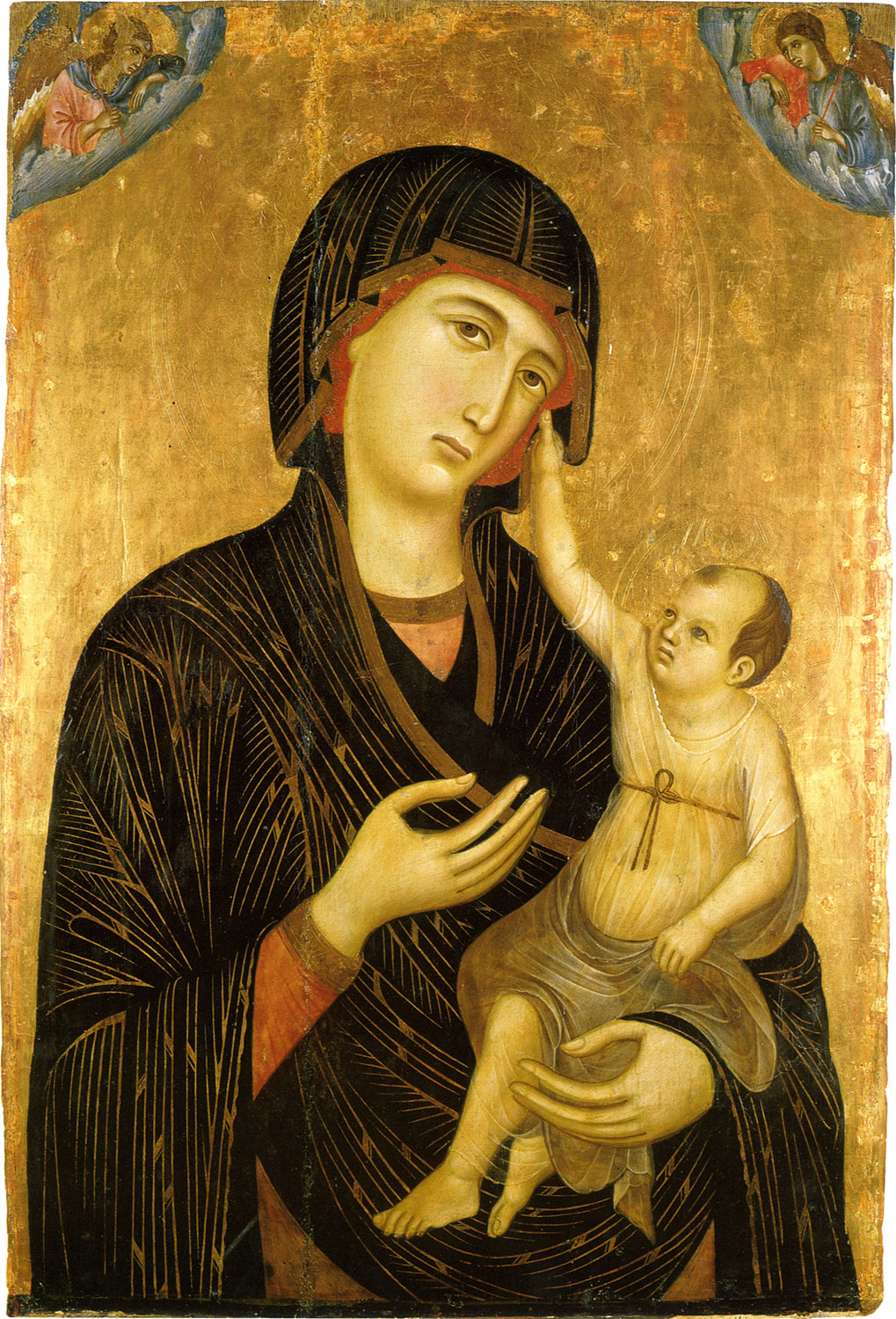
مادونا مع الطفل (مريم العذراء مع الطفل يسوع)، تمبرا وذهب على الخشب، دوتشيو-1284، سيينا

تمبرا أو تيمبيرا أو تيمبرا البيض هي طريقة تلوين سريعة الجفاف تتكون من صبغة ملونة مخلوطة بمادة صمغية لاصقة ذات وسط مائي، وفي الأغلب يستخدم صفار البيض.

## الأصل

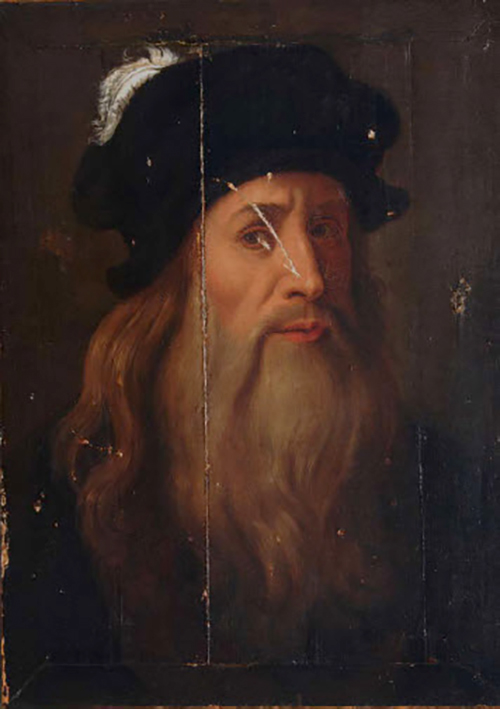
بورترية لوكانية لليوناردو دا فنشي هي لوحة معمولة من التمبيرا من أواخر القرن الخامس عشر أو أوائل القرن السادس عشر عبارة عن بورترية لرجل ينسب لكونه ليوناردو دافنشي تم اكتشافها في عام 2008 في خزانة منزل قديم في إيطاليا.

وجد فن رسم التمبرا في زخارف التوابيت الفرعونية. وأشهرها مومياوات وجوه الفيوم.
ظهر التمبرا منذ القرن الأول الميلادي وما زال مستمرًا إلى الآن.
استمر استخدام التمبرا كمادة رئيسية في التلوين إلى القرن الخامس عشر أثنا عصر النهضة الأوروبية حيث تم اختراع الألوان الزيتية.
يعرف هذا الفن بالفن القبطي أيضا للتصوير على الجدران وعلى اللوحات الخشبية وعلى غير ذلك من حوامل، وذلك بعد تحضيرها التحضير المناسب. ونجد أن كل الصور المصرية القديمة على جدران المقابر والمعابد وعلى الخشب وأوراق البردي من هذا النوع. وفي هذا الأسلوب يتم أولاً تحضير أرضية تصوير جافة تماماً، ثم يصور الفنان عليها بمواد تلوين مخلوطة بوسيط من مادة لاصقة تذوب في الماء، مثل الصمغ العربي أو الغراء الحيواني أو زلال البيض «صفار البيض».

## خصائص التصوير بالتمبرا
1. لا تظهر فيها علامات الفرشاة إلا إذا أخطاء الفنان وصور على أرضية التصوير قبل جفاها تماماً.
2. يمكن إزالة اللون بالماء تماماً، أو يمكن على الأقل اضعاف تماسكه بالأرضية بمجرد وضع الماء عليه، على أنه في حالة استخدام زلال البيض (الصفار) كوسيط يصعب جداً إزالة اللون بالماء، وخاصة بعد مرور وقت طويل. ولعل أبرز الأمثلة على ذلك النقوش الجدارية بمقابر بني حسن.

وينقسم التصوير بالتمبرا إلى نوعين هما:
1. تمبرا الألوان المائية.
2. تمبرا زلال البيض.

غير أنهما يشتركان معاً في الشروط وفي الخواص.